# Daniela Sofronie
Nicoleta Daniela Sofronie (Konstanca, 1988. február 12. –) olimpiai és Európa-bajnok román tornásznő.

## Életpályája
Négyéves korában kezdett tornázni a CSS Constanta klubnál, ahol Mirela Szemerjai edzette, ám első versenyen való részvételére csak tíz év múlva, 2002-ben került sor. A román válogatottba kerülve Octavian Bellu, Mariana Bitang és Lucian Sandu voltak az edzői.
2003-ban az anaheimi világbajnokságon ezüstérmes volt a csapattal.
2004-ben Amszterdamban Európa-bajnok lett a csapattal és ezüstérmes egyéni összetettben.
A 2004. évi nyári olimpiai játékokon Athénban talajon, ugrásban és felemás korláton végrehajtott gyakorlataival járult hozzá a csapattal nyert aranyéremhez, továbbá talajon egyéniben is szerzett egy ezüstérmet.
2005-ös visszavonulása után befejezte középiskolai és egyetemi tanulmányait, majd a CSS Constanta klubnál lett edző.
2004-ben a Sport Érdemrend I. osztályával tüntették ki.
Ugyanazon évben Déva városa díszpolgárává avatta.